# Wahrheit oder Pflicht
Wahrheit oder Pflicht (en español, "Verdad o reto") es el octavo álbum de estudio de la banda alemana Oomph!. El álbum se lanzó por el sello discográfico Supersonic Records el 16 de febrero de 2004.
El álbum denota un significativo contraste con respecto al disco anterior, Ego, lanzado en 2001, ya que Wahrheit oder Pflicht, en este disco el sonido del grupo evolucionó de una forma mucho más influenciada por el rock alternativo y sus beats industriales.
En cuanto a la crítica, se dice que es el mejor álbum del grupo en toda su carrera, ya que es el que más éxito y popularidad ha traído, no solo en territorio europeo, sino globalmente. Previo a su lanzamiento, el disco produjo el sencillo  "Augen Auf!",  que logró una gran recepción por los fanáticos y crítica favorable, que se convirtió en el primer número uno de la banda, y se mantuvo ahí por varias semanas; este mismo tema fue incluido en la banda sonora para el videojuego “FIFA Football 2005”. También la colaboración con L'Âme Immortelle para el segundo sencillo "Brennende Liebe" dio buen resultado alcanzando buenas posiciones en las listas de ventas.
Originalmente se pensaba titular al disco "Tausend Neüe Lügen", tal como el tema. Finalmente lo cambiaron por el que todos conocemos, tomando el título de una línea del tema que abre el disco: "Augen Auf!". Es el único disco de la banda que incluye temas escondidos, se trata de la balada "I'm Going Down" (el único tema en inglés del disco), que podemos escucharla después de 3 minutos de silencio al finalizar "Im Licht". Tal vez viene escondida ya que todo el álbum (a excepción de la edición especial) tiene canciones con letras en alemán.

## Lista de canciones
| N.º | Título                                | Traducción                     | Duración |  |
| 1.  | «Augen Auf!»                          | Ojos abiertos                  | 3:20     |  |
| 2.  | «Tausend neue Lügen»                  | Mil nueva mentiras             | 3:56     |  |
| 3.  | «Wenn du weinst»                      | Cuando lloras                  | 4:32     |  |
| 4.  | «Sex hat keine Macht»                 | El sexo no tiene poder         | 4:18     |  |
| 5.  | «Dein Weg»                            | Tu camino                      | 3:28     |  |
| 6.  | «Du spielst Gott»                     | Juegas ser Dios                | 4:16     |  |
| 7.  | «Dein Feuer»                          | Tu fuego                       | 3:48     |  |
| 8.  | «Der Strom»                           | La corriente                   | 3:03     |  |
| 9.  | «Nichts (ist kälter als deine Liebe)» | Nada (es más frío que su amor) | 4:13     |  |
| 10. | «Diesmal wirst du sehen»              | Esta vez verás                 | 4:02     |  |
| 11. | «Tief in dir»                         | Profundo en ti                 | 4:13     |  |
| 12. | «Im Licht»                            | A la luz                       | 11:14    |  |
| 13. | «I'm Going Down (Pista oculta)»       | Voy bajando                    | 4:33     |  |

## Listas de ventas
| Lista (2004) | Mejor posición |
| ------------ | -------------- |
| Alemania     | 2              |
| Austria      | 2              |
| Suiza        | 7              |
| Francia      | 140            |